# ألفرد فليتشر
ألفرد فليتشر (بالألمانية: Alfred Fletcher)‏ هو ضابط وسياسي ألماني، ولد في 20 يناير 1875 في بولندا، وتوفي في 20 سبتمبر 1959 في ألمانيا. حزبياً، نشط في حزب الشعب الوطني الألماني. وقد انتخب عضو مجلس النواب الألماني للجمهورية فايمار.